# Olympische Winterspiele 1976/Teilnehmer (Bulgarien)
| Gelbes Symbol für Goldmedaillen mit stilisierten Olympischen Ringen | Graues Symbol für Silbermedaillen mit stilisierten Olympischen Ringen | Braundes Symbol für Bronzemedaillen mit stilisierten Olympischen Ringen |
| ------------------------------------------------------------------- | --------------------------------------------------------------------- | ----------------------------------------------------------------------- |
| —                                                                   | —                                                                     | —                                                                       |

Bulgarien nahm an den Olympischen Winterspielen 1976 im österreichischen Innsbruck mit einer Delegation von 29 männlichen Athleten teil.
Seit 1936 war es die neunte Teilnahme Bulgariens bei Olympischen Winterspielen.

## Teilnehmer nach Sportarten

### Ski Alpin
Herren:
- Sascho Dikow
Slalom: DNF
- Wladimir Draschew
Riesenslalom: DNF
- Georgi Kotschow
Abfahrt: 50. Platz – 1:55,82 min
Riesenslalom: DNF
Slalom: DNF
- Iwan Penew
Abfahrt: 48. Platz – 1:55,56 min
Riesenslalom: 31. Platz – 3:44,10 min
Slalom: 28. Platz – 2:18,19 min
- Petar Popangelow
Riesenslalom: 26. Platz – 3:39,04 min

### Biathlon
Herren:
- Christo Madscharow
Einzel (20 km): 32. Platz – 1:25:02,62 h; 8 Fehler
- Ilija Todorow
Einzel (20 km): 43. Platz – 1:27:57,60 h; 7 Fehler

### Eishockey
Herren: 12. Platz
| - Iwan Atanassow - Malin Atanassow - Ilija Batschwarow - Marin Batschwarow - Kiril Gerassimow - Atanas Iliew - Georgi Iliew - Iwajlo Kalew - Dimo Krastinow | - Dimitri Lasarow - Ljubomir Ljubomirow - Iwan Markowski - Nikolaj Michajlow - Boschidar Mintschew - Miltscho Nenow - Iwan Penelow - Nikolaj Petrow - Petar Radew |

### Ski Nordisch

#### Langlauf
Herren:
- Christo Barsanow
15 km: 60. Platz – 50:08,09 min
30 km: 53. Platz – 1:41:05,91 h
4 × 10 km Staffel: 14. Platz – 2:19:45,66 h
- Iwan Lebanow
15 km: 24. Platz – 47:02,41 min
4 × 10 km Staffel: 14. Platz – 2:19:45,66 h
- Petar Pankow
15 km: 41. Platz – 48:08,46 min
30 km: 49. Platz – 1:39:27,77 h
50 km: 40. Platz – 2:57:07,93 h
4 × 10 km Staffel: 14. Platz – 2:19:45,66 h
- Ljubomir Toskow
15 km: 26. Platz – 47:04,87 min
30 km: 48. Platz – 1:39:10,94 h
50 km: 39. Platz – 2:55:11,11 h
4 × 10 km Staffel: 14. Platz – 2:19:45,66 h

## Weblink
- Olympiamannschaft Bulgariens 1976 in der Datenbank von Sports-Reference (englisch; archiviert vom Original)